# Junta Nacional de Amortización
La Junta Nacional de Amortización, también conocida simplemente como Junta de Amortización, fue un organismo gubernamental colombiano fundado en 1903 con el objetivo de frenar la inflación que azotaba al país después de la Guerra de los Mil Días, por medio de la regulación y control del dinero colombiano. 

## Historia
La Guerra de los Mil Días había devastado la economía colombiana, aumentando la inflación que azotaba al país ya desde la guerra civil de 1895. Además, la infraestructura del país había sido devastada, miles de negocios quebraron, decayeron las exportaciones y se deterioraron las relaciones internacionales debido al impago de la deuda. Para dar una idea de la inflación: la tasa de cambio de la libra esterlina había pasado de equivaler 1 libra=15,85 pesos en 1898 para equivaler 1 libra =505 pesos en 1903.
En este contexto, durante el gobierno de José Manuel Marroquín, es fundada la Junta de Amortización, por medio de la ley n° 33 de octubre de 1903. Las funciones de esta junta serían cambiar todo el efectivo en circulación por una divisa nacional, el peso oro, esto a una tasa de cambio de 100 antiguos pesos=1 peso oro. Además, el peso oro, como su nombre lo dice, estaría respaldado en oro, para reintroducir el patrón oro, perdido por la emisión descontrolada de dinero durante la guerra. Según la misma ley, se estableció como nueva unidad monetaria del país el peso oro de 1672 miligramos de peso y 900 milésimas de firmeza. De inmediato, la junta prohibió emitir más dinero y determinó el curso legal forzoso del dinero emitido por el gobierno nacional y los gobiernos departamentales. También cumplía funciones fiscales, al reasignar los fondos destinados a la inversión hacia el fondo de amortización del papel moneda.
Sin embargo, la junta mostró ser poco efectiva, ya que las subastas de oro solo lograron retirar algunos de los billetes en circulación. Además, contrariando su propia prohibición, y a causa de la escasez de circulante, en 1904 tuvo que emitir cien millones de pesos, impresos en Londres por Waterlow & Sons. Con esta emisión, la junta obtuvo más éxito en su propósito, ya que los billetes de menor valor se desgastaron rápidamente, debido al gran uso por parte de la población. Finalmente, lograron controlar los precios para finales de 1904.
Con la creación del Banco Central de Colombia, en 1905, la junta perdió casi todas sus atribuciones; sin embargo, seguiría existiendo legalmente hasta 1909, cuando se estableció la Junta de Conversión. Es de señalar que algunos billetes emitidos en este año a nombre de la junta han alcanzado un alto nivel de cotización entre los coleccionistas.

## Miembros

### Miembros de la Junta de Amortización en 1905[9]
-Máximo A. Nieto
-Rafael Portocarrero
-Francisco de la Torre
-J. M. Pasos
-Urías Pardo, secretario
-José Joaquín Pérez, tesorero